# ناحیه کیریاندونگو
ناحیه کیریاندونگو (به لاتین: Kiryandongo District) یک منطقهٔ مسکونی در اوگاندا است که در استان غربی، اوگاندا واقع شده‌است. ناحیه کیریاندونگو ۳۱۷٬۵۰۰ نفر جمعیت دارد و ۱٬۱۶۰ متر بالاتر از سطح دریا واقع شده‌است.